# مائوسام نور
مائوسام بی‌نظیر نور (متولد ۱۵ اکتبر ۱۹۷۹) یک سیاستمدار هندی است که به عنوان عضو پارلمان، راجا صبا از بنگال غربی و نایب رئیس کمیسیون زنان بنگال غربی فعالیت می‌کند. او همچنین به عنوان رئیس بخش مالدا کنگره ترینامول خدمت می‌کند. وی همچنین از سال ۲۰۰۹ تا ۲۰۱۹ به عنوان عضوی از لوک سبها در مالداها اوتار خدمت کرده‌است.